# Giannis Konstantelias
Giannis Konstantelias (în greacă Γιάννης Κωνσταντέλιας; n. 5 martie 2003, Vόlos, Tesalia⁠(d), Grecia) este un fotbalist grec, pe postul de mijlocaș. El joacă pentru PAOK Salonic în Superliga Greciei și pentru echipa națională de fotbal a Greciei. Konstantelias a jucat întreaga sa carieră profesională la PAOK, cu excepția unui împrumut la clubul belgian KAS Eupen în 2022.
Konstantelias a debutat pentru echipa națională de seniori a Greciei în martie 2023. El a jucat, de asemenea, pentru echipa națională de tineret a Greciei ca tânăr.

## Carieră
Konstantelias a jucat primul său meci pentru PAOK Salonic în sezonul 2020-2021 în Superliga Greciei împotriva OFI Creta în ianuarie 2021, și a mai jucat în alte două meciuri în timpul sezonului.
Konstantelias a reușit să joace două meciuri în Superliga Greciei în timpul jumătății de toamnă a sezonului 2021-2022. El a jucat, de asemenea, în Eurocup pentru prima dată, când a jucat în două meciuri în Conference League.
Konstantelias s-a alăturat echipei KAS Eupen din Belgia în ianuarie 2022 cu un contract de împrumut pe șase luni pentru sezonul de primăvară 2022. El a debutat în Jupiler Pro League împotriva KV Kortrijk în aceeași lună și a debutat în Cupa Belgiei în februarie împotriva RSC Anderlecht. Konstantelias a jucat în șapte meciuri din Jupiler Pro League în timpul jumătății de primăvară a sezonului 2021-2022.
Konstantelias a jucat în 36 de meciuri în sezonul 2022-2023, marcând de două ori. 30 dintre aceste meciuri au fost în Superliga Greciei, șase în Cupa Greciei și unul în preliminariile Conference League.
Konstantelias a jucat 34 de meciuri în Superliga Greciei în sezonul 2023-2024 și a marcat nouă goluri. În Cupa Greciei a jucat cinci meciuri, marcând două goluri, în timp ce în Conference League a jucat zece meciuri și a marcat un gol împotriva lui HJK Helsinki. De asemenea, a jucat împotriva lui Aris în meciul care a asigurat titlul grec pentru PAOK.
Până la jumătatea lunii noiembrie 2024, Konstantelias va fi jucat zece meciuri în sezonul 2024-2025 al Superligii Greciei. În Europa League, el a jucat trei meciuri din prima manșă și a marcat împotriva echipei turce Galatasaray.

## Echipa națională
Konstantelias a jucat pentru echipele naționale ale Greciei Under-16, Under-17, Under-19 și Under-21 în meciuri amicale în tinerețe.
Konstantelias a jucat pentru prima dată pentru echipa națională a Greciei în martie 2023 într-un meci de calificare pentru Campionatul European împotriva Gibraltarului. El a mai jucat în același meci de calificare împotriva Franței în noiembrie același an și, de asemenea, în finala pierdută a play-off-ului împotriva Georgiei. În 2023, el a jucat și în meciurile amicale ale echipei împotriva Lituaniei și Noii Zeelande, marcând în cel din urmă.
În septembrie și octombrie, Konstantelias a jucat pentru echipa națională a Greciei împotriva Finlandei și Irlandei în Liga Națiunilor.

## Nota
1. 1 2 3 4 5 6 7 8 9  „Giannis Konstantelias”.
2. ↑  „ΠΑΟΚ: Η Εουπεν ανακοίνωσε το δανεισμό του Κωνσταντέλια (pic) | Gazzetta” (în greacă). www.gazzetta.gr. Accesat în 12 noiembrie 2024.
3. ↑  „PAOK wins the most dramatic Super League championship | eKathimerini.com” (în English). www.ekathimerini.com. 19 mai 2024. Accesat în 12 noiembrie 2024.